# Чирков, Макар Кириллович
Мака́р Кири́ллович Чирко́в (род. 28 января 2005, Москва) — российский футболист, защитник клуба «Сочи».

## Биография
Родился в Москве.
В 2010 году начал заниматься футболом в академии московского ЦСКА. В 2017 году перешёл в академию московского «Локомотива».
4 июля 2023 года присоединился к молодёжной команде клуба «Сочи».
24 сентября 2024 года в матче Кубка России против «Кубань Холдинг» дебютировал в профессиональном футболе за основную команду «Сочи».
22 ноября 2024 года в матче против «Уфы» дебютировал в Первой лиге.
21 февраля 2025 года на правах аренды пополнил состав клуба «Алания».
19 июля 2025 года в матче против московского «Локомотива» дебютировал в РПЛ.

## Статистика выступлений
| Выступление      | Выступление      | Выступление      | Лига | Лига | Кубки | Кубки | Итого | Итого |
| Клуб             | Лига             | Сезон            | Игры | Голы | Игры  | Голы  | Игры  | Голы  |
| ---------------- | ---------------- | ---------------- | ---- | ---- | ----- | ----- | ----- | ----- |
| Сочи             | Первая лига      | 2024/25          | 1    | 0    | 4     | 0     | 5     | 0     |
| Сочи             | РПЛ              | 2025/26          | 1    | 0    | 2     | 1     | 3     | 1     |
| Сочи             | Итого            | Итого            | 2    | 0    | 6     | 1     | 8     | 1     |
| → Алания         | Первая лига      | 2024/25          | 11   | 0    | 0     | 0     | 11    | 0     |
| → Алания         | Итого            | Итого            | 11   | 0    | 0     | 0     | 11    | 0     |
| Всего за карьеру | Всего за карьеру | Всего за карьеру | 13   | 0    | 6     | 1     | 19    | 1     |